# Jarmila Králíčková
Jarmila Králíčková, född den 11 maj 1944 i Prag, Tjeckien, är en tjeckoslovakisk landhockeyspelare.
Hon tog OS-silver i damernas landhockeyturnering i samband med de olympiska landhockeytävlingarna 1980 i Moskva.